# Mariano Acosta (friidrottare)
Mariano Acosta, född 7 juli 1930 i Gualeguaychú, är en argentinsk friidrottare som tävlade i kortdistanslöpning. Han deltog vid olympiska sommarspelen 1952.